# پینارولو پو
پینارولو پو (به ایتالیایی: Pinarolo Po) یک کومونه در ایتالیا است که در استان پاویا واقع شده‌است.

## خصوصیات
پینارولو پو ۱۱٫۲ کیلومترمربع مساحت و ۱٬۵۷۴ نفر جمعیت دارد.